# Copernicus-Gymnasium Löningen
Das Copernicus-Gymnasium Löningen (CGL) ist eine weiterführende Schule für Schüler der Jahrgänge 5 bis 13. Das Gymnasium befindet sich im Schulzentrum Ringstraße in Löningen und hat einen musischen Zweig. Namensgeber ist der Astronom Nicolaus Copernicus.

## Fächerangebot
Am Copernicus-Gymnasium wird ab der 5. Klasse Englisch als erste Fremdsprache unterrichtet. Als zweite Fremdsprache werden Latein und Französisch angeboten. Neben Kunst und Musik wird auch Darstellendes Spiel als künstlerisches Fach unterrichtet.

### Oberstufe
Die Oberstufe wird im Kurssystem erteilt. Es kann zwischen dem sprachlichen, dem naturwissenschaftlichen, dem gesellschaftswissenschaftlichen und dem musisch-künstlerischen Schwerpunkt gewählt werden.

### Arbeitsgemeinschaften
Am Copernicus-Gymnasium werden zusätzliche Arbeitsgemeinschaften aus allen Aufgabenfeldern angeboten, darunter u. a. eine Theater-AG, eine Roboter-AG oder eine DELF-AG.

#### Dritte Welt
Die Schule betreibt viele Spendenaktion zugunsten des Projektes „der kleine Nazareno“. Die Basis dafür bietet der Eine-Welt-Laden, welcher von einer Arbeitsgemeinschaft betrieben wird.

### Ganztagsangebot
Das Copernicus-Gymnasium ist eine offene Ganztagsschule. Es besteht eine Kooperation mit dem VFL Löningen. Im Schulzentrum gibt es eine Mensa.

## Musik am CGL
In den Klassenstufen 5–8 wird in Kooperation mit der Kreismusikschule Cloppenburg das Musikklassenmodell durchgeführt. Dies umfasst Bläserklassen und Streicherklassen, welche den regulären Musikunterricht ersetzen. Weiterhin gibt es am Copernicus-Gymnasium eine Bigband, ein Blasorchester, ein Streichorchester sowie einen Schulchor. Regelmäßig finden Projekte wie Sinfonieorchester, zusätzliche Chöre und Kammermusikensembles statt. In der gymnasialen Oberstufe kann im musisch-künstlerischen Schwerpunkt das Fach Musik als erstes Prüfungsfach im Abitur belegt werden. Mit über 300 aktiv musizierenden Schülern gehört der musische Zweig des Copernicus-Gymnasium zu den größten Niedersachsens. Das Schulorchester des Copernicus-Gymnasium wurde 2017 niedersächsischer Landesmeister der Jugendorchester.

## Molekularbiologisches Schülerlabor
Im Jahr 2014 wurde im Copernicus-Gymnasium als erste westniedersächsische Schule ein molekularbiologisches Schülerlabor eingerichtet. Neben dem alltäglichen Unterricht finden hier auch Lehrerfortbildungen statt. Das Copernicus-Gymnasium arbeitet hier auch mit der Carl von Ossietzky Universität Oldenburg zusammen.

## Gebäudekomplex
Das Copernicus-Gymnasium befindet sich im Schulzentrum Ringstraße. Das Gymnasium besteht aus einem Hauptgebäude mit einem Naturwissenschaftlichen Trakt, einem Klassentrakt, einem musischen Trakt sowie einem Verwaltungstrakt und einem Nebengebäude, bauartbedingt Pilz genannt. In der zentralen Aula befindet sich das Foucault`sche Pendel. Zum Schulgelände gehören außerdem zwei Sporthallen, eine Schwimmhalle, mehrere Outdoor-Sportplätze, eine Mensa, ein Bistro und das Forum Hasetal. In unmittelbarer Nähe befinden sich die Räumlichkeiten der St. Ludgeri Realschule und der Gutenberg-Hauptschule.

## Austausch
Das Copernicus-Gymnasium pflegt Schüleraustausche mit Trzebnica (Polen) und Fécamp (Frankreich). Darüber hinaus besteht seit über 50 Jahren (seit 1973) eine Schulpartnerschaft und damit ein regelmäßiger Schüleraustausch mit der Norfolk Academy in Norfolk. Damit ist es die am längsten bestehende Schulpartnerschaft zwischen Deutschland und den USA. Außerdem nimmt das CGL am Comenius- sowie dem Erasmus Plus-Projekt teil. Das Copernicus-Gymnasium wurde als Europaschule ausgezeichnet.
Zudem besteht seit 2015 ein naturwissenschaftlicher Austausch mit Huizen  (Niederlande).

## Persönlichkeiten
- Franz-Josef Lübken (* 1954), Physiker
- Silvia Breher (* 1973), Politikerin (CDU)
- Lea Meyer (* 1997), Leichtathletin